# Гігантура
Гігантура (Gigantura) — рід авлопоподібних риб родини гігантурових (Giganturidae). Містить два види.

## Поширення
Рід поширений у Світовому океані в мезопелагічних і батипелагічних зонах товщі води, від 500 до 3000 м.

## Опис
Дрібні рибки, завдовжки 15-20 см, не враховуючи хвоста. Тіло струнке, злегка звужене з великою головою, де вирізняються великі, спрямовані вперед, телескопічні очі з великими лінзами. Голова закінчуються короткою загостреною мордою. Дуже розтягнутий рот вистелений гострими, злегка зігнутими і вдавленими зубами, і він простягається далеко за очі. На тілі відсутні лусочки, але воно вкрите сріблястим гуаніном, який легко стирається, що надає тіло райдужності від зеленуватого до фіолетового кольору. Повітряний міхур відсутній, шлунок сильно розтягується. Плавці прозорі, тазові та жировий плавці відсутні. Глибоко роздвоєний і гіпоцеркальний хвостовий плавець з нижньою часткою, що має довжину, що перевищує довжину тіла.

## Спосіб життя
Активний одиночний хижак. Полює на рибу, використовуючи свої трубчасті очі з великими лінзами, які пристосовані для оптимального бінокулярного збирання світла за рахунок бічного зору, і завдяки яким може спостерігати за слабкою біолюмінесценцією своєї жертви на достатній відстані. Завдяки дуже збільшеним щелепам і розтягнутому шлунку, здатний ковтати здобич більшу за себе.
Набагато менше відомо про їхні репродуктивні звички. Вважається, що вони не охороняють потомство, викидаючи яйця та сперму без розбору у воду. Запліднені яйця є плавучими і включаються в зоопланктон, де вони та личинки залишаються на меншій глибині, ніж дорослі особини — до метаморфозу в юнацьку або дорослу форму.

## Класифікація
- Gigantura chuni A. B. Brauer, 1901
- Gigantura indica A. B. Brauer, 1901